# Středověké městské opevnění (Hradec Králové)
Středověké městské opevnění Hradce Králové je část fortifikace města Hradec Králové, která vznikla ve 13. století.

## Historie

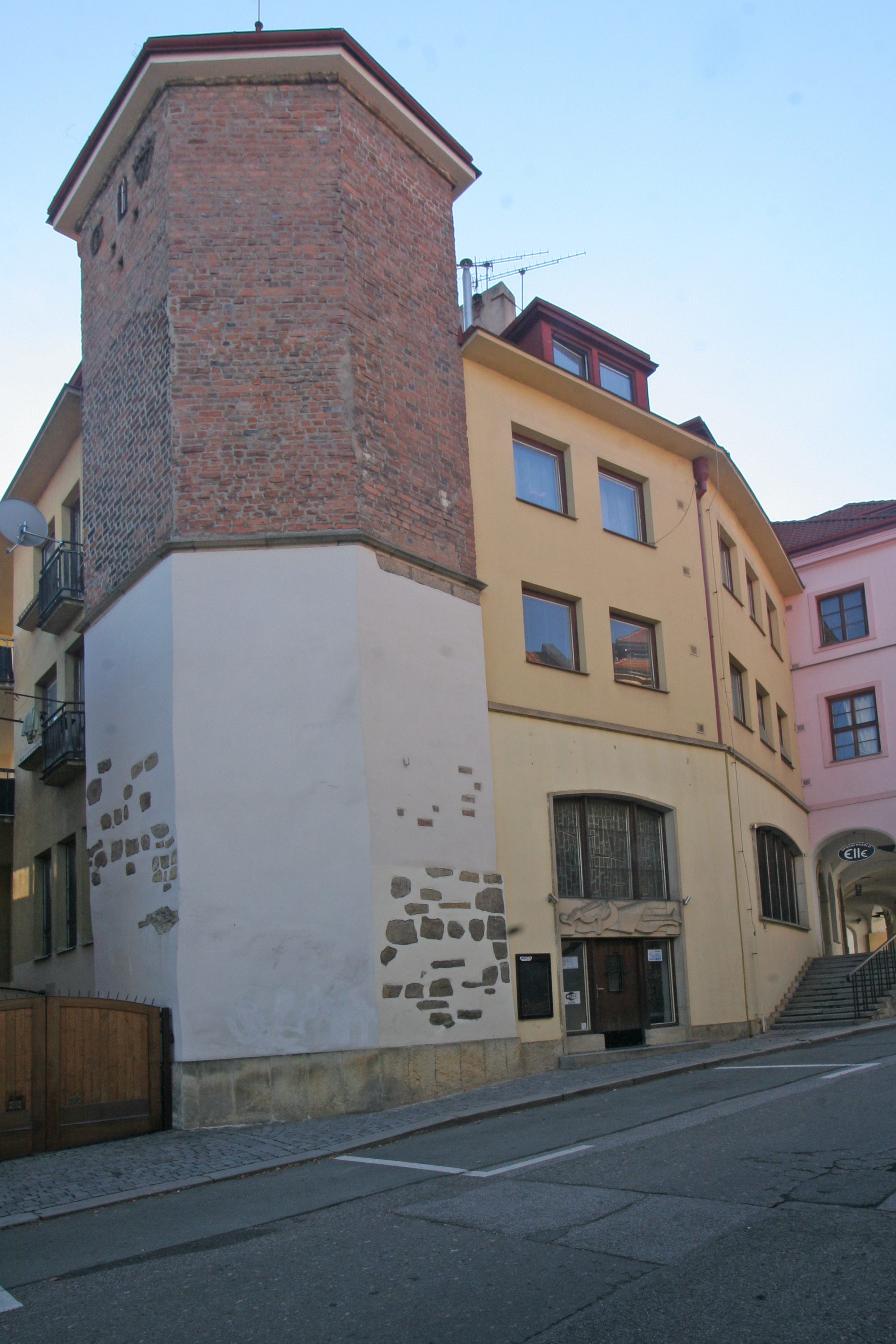
Torzo Mýtské brány

V roce 1225 bylo Přemyslem Otakarem I. na návrší nad soutokem Labe a Orlice založeno město Hradec Králové. Městské opevnění bylo tvořeno cihlovou zdí s hranolovými věžemi. Za vlády Václava II. na konci 13. století byla před tuto zeď postavena ještě parkánová zeď s půlválcovými baštami. V období husitských válek v 15. století pak bylo městské opevnění posíleno ještě další hradbou, která byla zbudována na úpatí návrší. Středověké opevnění umožňovalo vstup do města dvěma branami (pro povozy) a dvěma fortnami (pro pěší). Pražská brána stávala v místech dnešní ulice V Kopečku, Slezská (později Mýtská) brána v Mýtské ulici, Rybářská fortna v prostoru dnešního schodiště Bono publico a Kozí (též Soukenická) fortna v prostoru dnešního schodiště v Soukenické ulici, vedle pivovaru.
V letech 1639–1640 bylo město v rukou Švédů. Ti zesílili vnější městskou hradbu osmi zemními bastiony, jedním předsunutým ravelinem a přidali dvě hvězdicové pevnůstky v předpolí.
Ve druhé polovině 19. století začaly být městské hradby ubourávány, aby uvolnily prostor nově vznikajícím budovám (např. Klicperovo divadlo, bývalá sokolovna na Kavčím plácku, obytné domy na Komenského ulici a ulici Československé armády), napojení nově vzniklých čtvrtí, a mohlo tak dojít celkovému k rozvoji města, zejména během působení starosty Františka Ulricha. V roce 1873 bylo zbořeno renesanční průčelí vnější Pražské brány a pozdně gotická Slezská brána v Mýtské ulici, ze které dnes zůstalo pouze torzo. V roce 1875 pak následovala i gotická Pražská vnitřní brána s hranolovou věží. Souvislé bourání hradeb bylo zahájeno 4. října 1884, a to na východní straně opevnění, přibližně v místech, kde dnes stojí pomník Ladislava Jana Pospíšila.

## Dochované části
Do současnosti se ze systému středověkých hradeb dochovaly jen fragmenty. Často se jedná o pouhé zbytky zdiva ve zdivu jiných domů nebo pod terénem.

### Hlavní hradba
Hlavní hradba středověkého opevnění je zachována na parcelách domů čp. 45, 47, 48, 49, 50. Jedná se o zeď silnou cca 120 cm, která se směrem vzhůru zužuje. Fragmenty hradby jsou pak zachovány ve zdech domů čp. 2 (torzo Mýtské, dříve Slezské brány), 6, 10–20. Za domem čp. 13 je zachován zbytek hranolové bašty.

### Parkánová hradba
Za domem čp. 46 je zbytek půlválcové bašty, za domem čp. 50 zbytek hranolové bašty a za domy čp. 51 a 52 ucelený pás parkánové hradby. Zatímco téměř celý středověký systém opevnění byl cihlový, pasáž za domem čp. 52 je z opuky. Zajímavá je gotická křížová vazba cihel.

### Hradba u paty svahu
Tato hradba je z celého středověkého systému opevnění nejmladší a byla z velké části později přezděna, i když s použitím původního materiálu. Vlevo od domu čp. 273 (Komenského 1) jsou ve zdi vsazeny pískovcové kvádry, které mohou být zbytkem původní bašty. Vpravo od domu čp. 266 (Komenského 3) a vlevo od vchodu na schodiště Bono publico je ve výšce asi 5 metrů zachována cihelná hranolová bašta s rohy armovanými pískovcovými kvádry – i ta je ale pravděpodobně přezdívaná.

## Zaniklé části

### Pražská brána
Pražská brána je jednou ze zaniklých městských bran v Hradci Králové. Jednalo se o cihlovou stavbu, kterou bylo možné vejít do města ze západní strany, tedy ve směru od Prahy, v ulici V Kopečku. Vznikla jako první z městských bran, a proto byla v době vzniku druhé brány (Slezské) nazývána Starou branou.

K bráně a jejímu přebraní přiléhal důstojnický dům, který dodnes stojí, díky čemuž je zřejmá přesná poloha brány.

### Mýtská brána
Mýtská neboli Slezská brána byla cihlová brána v dnešní Mýtské ulici na východním okraji historického centra Hradce Králové. Jednalo se o součást horní hradební zdi ze 14. století. Na konci 14. století byla označována také jako Nová brána, jelikož se jednalo o druhou bránu po starší bráně, které se později začalo říkat „Pražská“. V bráně se platilo clo, a tak se někdy také nazývala dle pramenů „Celná“.